# Guerre civile kurde irakienne
Conflit kurde en Irak
La guerre civile kurde irakienne est une guerre civile ayant eu lieu au Kurdistan irakien entre mai 1994 et novembre 1997 qui oppose les deux grands partis kurdes, l'Union patriotique du Kurdistan (UPK) et le Parti démocratique du Kurdistan (PDK), et leurs forces respectives de peshmergas. 
La guerre inclut des interventions importantes de l'Irak, dont la garde républicaine entre dans Erbil le 31 août 1996, massacrant au passage plusieurs centaines de membres de l'UPK. Cette violation de la résolution 688 du Conseil de sécurité des Nations unies provoque une intervention militaire des États-Unis qui craignent une nouvelle campagne de répression sanglante à l'image de celles de 1988 et 1991. Malgré cela le PDK parvient à s'emparer dans la foulée de Souleimaniye mais la ville est vite reprise par l'UPK avec le soutien de l'Iran. 
La Turquie intervient également, en profitant du conflit pour tenter de chasser les éléments du PKK présents dans les monts Qandil. Lors de l'opération Marteau (en) de mai 1997, elle s'allie ainsi au PDK pour affronter le PKK, allié de fait à l'UPK.
À partir de la fin de l'année 1996, la situation commence à se stabiliser et le 24 novembre 1997, le PDK décrète un cessez-le-feu unilatéral que l'UPK consent par la suite à respecter. Le 17 septembre 1998, les deux parties parviennent à un accord signé sous l'égide des États-Unis,,. 